# Kovács Panka
Kovács Panka (Szeged, 1996. július 6. –) magyar színésznő.

## Életpályája
Édesapja kertész, édesanyja pedig magyar-ének szakos általános iskolai tanár. A helyi Tömörkény István Gimnáziumban érettségizett. 2015–2020 között a Kaposvári Egyetem színművészszakos-hallgatója volt, Cserhalmi György osztályában.
2020-2021 között a Pesti Magyar Színház tagja. 2021–2022 között a kaposvári Csiky Gergely Színház színésznője. 2022-2023 között szabadúszó. 2023-2024 között a Pécsi Nemzeti Színház tagja. 2024-től a kecskeméti Katona József Színház színésznője.

## Színházi szerepei

### Kecskeméti Katona József Színház
- Az Ackroyd-gyilkosság ...Flora Ackroyd Gertrude Ackroyd lánya (2025)
- Lila ákác ...Arany Hédi (2024)
- Szentkirályfi ...Luna (2024)
- Oscar ...Colette Barnier, lánya (2024)

### Pécsi Nemzeti Színház
- A miniszter félrelép ...Jane Worthington (2021)
- Az üvegcipő ...Irma (2022)
- Nyolc nő ...Catherine, Gaby fiatalabb lánya (2023)
- A király beszéde ...Myrtle – Lionel ausztrál felesége (2024)

### Csiky Gergely Színház
- Meseautó ...Sári, Vera barátnője (2022)
- Legénybúcsú ...Daisy, a callgirl (2022)

### Játékszín
- Aranylakodalom ...Daisy, amúgy callgirl, de most nem (2023)

## Filmes és televíziós szerepei
- A tanár (2018) ...Léna
- 200 első randi (2018-2019) ...Perczel Zita
- Jófiúk (2019) ...Szűcs Sári[10]
- Segítség! Itthon vagyok! (2020) ...Ági
- Apatigris (2021) ...Kitti barátnője
- Kék róka (2022) ...Léna
- Pepe (2022–2023) ...Fanni
- Doktor Balaton (2022) ...Szilvia
- Aranybulla (2022) ...Aragónia Konstancia
- Most vagy soha! (2024) ...Leövey Klára
- A mi kis falunk (2024–2025) ...Ivett
- Hunyadi (2025) ...Veronika

## Díjai és kitüntetései
- Farkas-Ratkó-díj (2021)[11]
- London Short Film Festival – Legjobb színésznő (2021)